# George S. Kaufman
George Simon Kaufman, född 16 november 1889 i Pittsburgh, Pennsylvania, död 2 juni 1961 i New York, New York, var en amerikansk dramatiker, manusförfattare, regissör och humorist. 

## Biografi
Kaufman skrev komedier varav några har uppförts även i Sverige, t.ex. Middag kl. 8 (1932 i samarbete med Edna Ferber).
Han skrev, bland mycket annat, också flera manus till filmer med Bröderna Marx.

## Dramatik
- Some One in the House (tillsammans med Larry Evans och Walter Percival), 1918
- Dulcy (tillsammans med Marc Connelly), 1921
  - Dulcie, översättning Carlo Keil-Möller, 1929
- Merton of the Movies (tillsammans med Marc Connelly), 1922
  - Till Hollywood, översättning Ella Taube, 1932
- To the Ladies (tillsammans med Marc Connelly), 1922
- Helen of Troy, New York (tillsammans med Marc Connelly, Bert Kalmar och Harry Ruby), 1923
- The Deep Tangled Wildwood (tillsammans med Marc Connelly), 1923
- Beggar on Horseback (tillsammans med Marc Connelly), 1924
- Be Yourself (tillsammans med Marc Connelly, Lewis E. Gensler och Milton Schwarzwald), 1924
- Minick (tillsammans med Edna Ferber), 1924
- The Cocoanuts (tillsammans med Irving Berlin), 1925
- The Butter and Egg Man, 1925
- The Good Fellow (tillsammans med Herman J. Mankiewicz), 1926
- The Royal Family (tillsammans med Edna Ferber), 1927
  - Den kungliga familjen, översättning Ellen Lundberg-Nyblom, 1929
- Strike Up the Band (tillsammans med Morrie Ryskind, George Gershwin och Ira Gershwin), 1927
- Animal Crackers (tillsammans med Morrie Ryskind, Bert Kalmar och Harry Ruby), 1928
- The Channel Road (tillsammans med Alexander Woollcott), 1929
- June Moon (tillsammans med Ring Lardner), 1929
- Once in a Lifetime (tillsammans med Moss Hart), 1930
- The Band Wagon (tillsammans med Howard Dietz och Arthur Schwartz), 1931
- Of Thee I Sing (tillsammans med Morrie Ryskind, George Gershwin och Ira Gershwin), 1931
- Dinner at Eight (tillsammans med Edna Ferber), 1932
  - Middag kl. 8, översättning Greta Ekman, 1933
- Let 'Em Eat Cake (tillsammans med Morrie Ryskind, George Gershwin och Ira Gershwin), 1933
- The Dark Tower (tillsammans med Alexander Woollcott), 1933
- Merrily We Roll Along (tillsammans med Moss Hart), 1934
- First Lady (tillsammans med Katharine Dayton), 1935
- Stage Door (tillsammans med Edna Ferber), 1936
- You Can't Take It with You (tillsammans med Moss Hart), 1936
  - Koppla av!, översättning Herbert Wärnlöf
  - Komedin om oss människor
- I'd Rather Be Right (tillsammans med Moss Hart, Lorenz Hart och Richard Rodgers), 1937
- The Fabulous Invalid (tillsammans med Moss Hart), 1938
- The Man Who Came to Dinner (tillsammans med Moss Hart), 1939
  - Han som kom till middag
- The American Way (tillsammans med Moss Hart och Oscar Levant), 1939
- George Washington Slept Here (tillsammans med Moss Hart), 1940
  - Ut till fåglarna, översättning Gunilla Wettergren-Skawonius, 1942
- The Land Is Bright (tillsammans med Edna Ferber), 1941
- The Late George Apley (tillsammans med John P. Marquand), 1944
- Seven Lively Arts (tillsammans med Ben Hecht och Cole Porter), 1944
- Hollywood Pinafore (baserad på HMS Pinafore av Arthur Sullivan), 1945
- Park Avenue (tillsammans med Nunnally Johnson, Arthur Schwartz och Ira Gershwin), 1946
- Bravo! (tillsammans med Edna Ferber), 1948
- The Small Hours (tillsammans med Heywood Hale Broun och Leueen MacGrath), 1951
- Fancy Meeting You Again (tillsammans med Leueen MacGrath), 1952
- The Solid Gold Cadillac (tillsammans med Howard Teichmann), 1953
  - Dollargrinet, översättning Eva Tisell, 1955
- Silk Stockings (tillsammans med Leueen MacGrath, Abe Burrows och Cole Porter), 1955

### Allmänna källor
- Bra Böckers lexikon, 1977